# Уэстерби, Херберт
Херберт Уэстерби (англ. Herbert Westerby; около 1865, Хаддерсфилд — 1949, Бат) — английский органист и музыковед.
Учился игре на органе у Э. Х. Турпина и Джеймса Хиггса, получил степень бакалавра музыки в Лондонском университете, представив в качестве итоговой работы Te Deum в пяти частях.
Служил органистом в Грейвзенде и Стоунхейвене, затем отправился в Южную Африку, где был органистом кафедрального собора Святого Георгия в Грэхэмстауне, а затем работал в Кимберли. Вернувшись в Великобританию, был органистом в Элгине, Мидлсбро, Керколди и наконец, с 1921 года, в Соборе Христа в лондонском районе Илинг. Сочинял органные, фортепианные, хоровые пьесы, наиболее известен гимн «God be in my head».
Уэстерби опубликовал многочисленные книги по истории музыки. Из них наибольшее значение имеют «История фортепианной музыки» (англ. The History of Pianoforte Music; 1924) и обширный обзор фортепианных произведений Ференца Листа (англ. Liszt, Composer, and His Piano Works; 1936). Уэстерби писал также о Генделе, Моцарте, Бетховене, принадлежит ему и брошюра «Введение в русскую фортепианную музыку» (англ. Introduction to Russian Piano Music; 1924).